# Ciel (piłkarz)
Ciel, właśc. Jociel Ferreira da Silva (ur. 31 marca 1982 w Caruaru) – brazylijski piłkarz, występujący na pozycji ofensywnego pomocnika.
Ciel rozpoczął piłkarską karierę w Santa Cruz w 2005 roku. Rok 2006 spędził w Salgueiro i Icasie. W 2007 roku grał w Ceará, po czym przeszedł do koreańskiego Busan I'Park. Po powrocie do Brazylii w 2008 grał 4 miesiące ponownie w Ceará, po czym przeszedł do Fluminense Rio de Janeiro. Od marca do czerwca 2009  występował w Américe Natal. W czerwcu 2009 zdecydował się na transfer do portugalskiego FC Paços de Ferreira. W 2010 powrócił do Brazylii i występował kolejno w Guarany Sobral, Corinthians Alagoano Maceió oraz obecnie w ASA Arapiraca. W ASA rozegrał w drugiej lidze 21 meczów, w których strzelił 14 bramek.
Od stycznia 2011 Ciel występuje w Zjednoczonych Emiratach Arabskich w klubie Al-Shabab Dubaj.